# Мадонни Рафаеля
На цій сторінці перераховані картини Мадонн роботи Рафаеля.

## Мадонни Рафаеля
| Зображення | Назва                                            | Рік       | Техніка | Основа                        | Розміри в см | Країна          | Місто           | Місце зберігання              |
| ---------- | ------------------------------------------------ | --------- | ------- | ----------------------------- | ------------ | --------------- | --------------- | ----------------------------- |
|            | Мадонна в будинку Санті                          | 1498      | фреска  | стіна                         | 97×67        | Італія          | Урбіно          | Будинок Рафаеля               |
|            | Мадонна Соллі                                    | 1500-1504 | олія    | дошка                         | 52×38        | Німеччина       | Берлін          | Берлінська картинна галерея   |
|            | Мадонна і дитя з святими Ієронімом та Франциском | 1500-1504 | олія    | дошка                         | 34x29        | Німеччина       | Берлін          | Берлінська картинна галерея   |
|            | Мадонна Пасадена                                 | 1503      | олія    | дошка                         | 55×40        | США             | Пасадена        | Музей Нортона Саймона         |
|            | Мадонна Діоталлеві                               | 1504      | олія    | дошка                         | 69×50        | Німеччина       | Берлін          | Берлінська картинна галерея   |
|            | Мадонна Конестабіле                              | 1507-1508 | олія    | перенесена з дошки на полотно | 17,9×17,9    | Росія           | Санкт-Петербург | Ермітаж                       |
|            | Мадонна дель Грандука                            | 1504      | олія    | дошка                         | 84,4×55,9    | Італія          | Флоренція       | Палатинська галерея           |
|            | Мала Мадонна Каупера                             | 1504-1505 | олія    | дошка                         | 58×43        | США             | Вашингтон       | Національна галерея мистецтв  |
|            | Мадонна Терранува                                | 1504-1505 | олія    | дошка                         | 87×87        | Німеччина       | Берлін          | Берлінська картинна галерея   |
|            | Орлеанська Мадонна                               | 1506      | олія    | дошка                         | 29×21        | Франція         | Шантійї         | Музей Конде                   |
|            | Мадонна з безбородим святим Йосифом              | 1506      | олія    | дошка                         | 74×57        | Росія           | Санкт-Петербург | Ермітаж                       |
|            | Святе сімейство під пальмою                      | 1506      | олія    | перенесена з дошки на полотно | 101,5×101,5  | Велика Британія | Единбург        | Національна галерея Шотландії |
|            | Мадонна на луці                                  | 1506      | олія    | дошка                         | 113×88       | Австрія         | Відень          | Музей історії мистецтв        |
|            | Мадонна Норсбрук                                 | 1507      | олія    | дошка                         | 107×77       | США             | Вустер          | Вустерський художній музей    |
|            | Мадонна зі щигликом                              | 1506      | олія    | дошка                         | 107×77       | Італія          | Флоренція       | Галерея Уффіці                |
|            | Мадонна з гвоздиками                             | 1506-1507 | олія    | дошка                         | 27,9×22,4    | Велика Британія | Лондон          | Національна галерея           |
|            | Прекрасна садівниця                              | 1507      | олія    | дошка                         | 122×80       | Франція         | Париж           | Лувр                          |
|            | Святе сімейство з ягням                          | 1507      | олія    | перенесена з дошки на полотно | 29×21        | Іспанія         | Мадрид          | Музей Прадо                   |
|            | Святе сімейство Каніджані                        | 1507      | олія    | дошка                         | 131×107      | Німеччина       | Мюнхен          | Стара пінакотека              |
|            | Мадонна Бріджуотер                               | 1507      | олія    | перенесена з дошки на полотно | 81×56        | Велика Британія | Единбург        | Національна галерея Шотландії |
|            | Мадонна Колонна                                  | 1507      | олія    | дошка                         | 77,5×56,5    | Німеччина       | Берлін          | Берлінська картинна галерея   |
|            | Мадонна Естерхазі                                | 1508      | олія    | полотно                       | 29×21,5      | Угорщина        | Будапешт        | Музей образотворчих мистецтв  |
|            | Велика Мадонна Каупера                           | 1508      | олія    | дошка                         | 68×46        | США             | Вашингтон       | Національна галерея мистецтв  |
|            | Мадонна Темпі                                    | 1508      | олія    | дошка                         | 75×51        | Німеччина       | Мюнхен          | Стара пінакотека              |
|            | Мадонна під балдахіном                           | 1507-1508 | олія    | полотно                       | 276×224      | Італія          | Флоренція       | Палатинська галерея           |
|            | Мадонна делла Торре                              | 1509      | олія    | перенесена з дошки на полотно | 76,5×63      | Велика Британія | Лондон          | Національна галерея           |
|            | Мадонна Альдобрандіні                            | 1510      | олія    | дошка                         | 38×33        | Велика Британія | Лондон          | Національна галерея           |
|            | Мадонна в голубій діадемі                        | 1510-1511 | олія    | дошка                         | 68x44        | Франція         | Париж           | Лувр                          |
|            | Мадонна Альба                                    | 1511      | олія    | перенесена з дошки на полотно | 98×98        | США             | Вашингтон       | Національна галерея мистецтв  |
|            | Мадонна з вуаллю                                 | 1511-1512 | олія    | дошка                         | 120×90       | Франція         | Шантії          | Музей Конде                   |
|            | Мадонна з Фоліньйо                               | 1511-1512 | олія    | перенесена з дошки на полотно | 320×194      | Ватикан         | Ватикан         | Ватиканська пінакотека        |
|            | Мадонна з канделябрами                           | 1513-1514 | олія    | дошка                         | 65×65        | США             | Балтимор        | Художній музей Волтерс        |
|            | Сикстинська Мадонна                              | 1513-1514 | олія    | полотно                       | 265×196      | Німеччина       | Дрезден         | Галерея старих майстрів       |
|            | Мадонна дель Імпанната                           | 1513-1514 | олія    | дошка                         | 158×125      | Італія          | Флоренція       | Палатинська галерея           |
|            | Мадонна у кріслі                                 | 1513-1514 | олія    | дошка                         | 71×71        | Італія          | Флоренція       | Палатинська галерея           |
|            | Мадонна у шатрі                                  | 1513-1514 | олія    | дошка                         | 68,5×51,2    | Німеччина       | Мюнхен          | Стара пінакотека              |
|            | Мадонна з рибою                                  | 1514      | олія    | перенесена з дошки на полотно | 215×158      | Іспанія         | Мадрид          | Музей Прадо                   |
|            | Прогулянка Мадонни                               | 1516-1518 | олія    | дошка                         | 88×62        | Велика Британія | Единбург        | Національна галерея Шотландії |
|            | Святе сімейство Франциска I                      | 1518      | олія    | перенесена з дошки на полотно | 207×140      | Франція         | Париж           | Лувр                          |
|            | Святе сімейство під дубом                        | 1518      | олія    | дошка                         | 144×110      | Іспанія         | Мадрид          | Музей Прадо                   |
|            | Перлина                                          | 1518-1520 | олія    | полотно                       | 144×115      | Іспанія         | Мадрид          | Музей Прадо                   |
|            | Перлина Модена                                   | 1518-1520 | олія    | дошка                         | 35×30        | Італія          | Модена          | Галерея Естенсе               |
|            | Мадонна з трояндою                               | 1518      | олія    | дошка                         | 103×84       | Іспанія         | Мадрид          | Музей Прадо                   |
|            | Мадонна Богота                                   | 1519-1520 | олія    | дошка                         | ?            | Колумбія        | Богота          | Приватна колекція             |
|            | Мадонна божественної любові                      | 1518      | олія    | дошка                         | 152×125      | Італія          | Неаполь         | Музей Каподімонте             |
|            | Мале святе сімейство                             | 1518-1519 | олія    | дошка                         | 38×32        | Франція         | Париж           | Лувр                          |